# Elaine Youngs
Elaine Youngs (ur. 14 lutego 1970 w Orange) – amerykańska siatkarka i reprezentantka kraju, a później siatkarka plażowa. W 2004 r. zdobyła brązowy medal olimpijski w parze z Holly McPeak.

## Sukcesy
- Mistrzostwa Świata:
  -  1999